# Наступление на Кордову
Наступление на Кордову (исп. Ofensiva de Córdoba) — неудачное наступление вооруженных сил Испанской республики во время гражданской войны в Испании на город Кордову, удерживаемую националистами, продолжавшееся с 5 по 22 августа 1936 года.

## Перед наступлением
С началом мятежа военный губернатор Кордовы С. Каскахо совершил 18 июля военный переворот в городе, свергнув гражданское правительство и арестовав губернатора Родригеса де Леона. После этого он и майор Б. Ибаньес провели кровавые репрессии против своих противников (в первые недели было убито 2000 человек).
Во вторую неделю августа войска националистов были усилены 400 марокканцами, которые под командованием полковника Х. Варелы после захвата Уэльвы начали из Севильи наступление на восток, чтобы освободить осажденных националистов, удерживавших город Гранада. После того, как коридор к городу был пробит, Варела приготовился атаковать Малагу. В этот момент республиканская армия начала контратаку, чтобы вернуть Кордову. Важность Кордовы заключалась в том, что от владения ею зависела судьба Гранады и Малаги. Кроме того, в то время гарнизон столицы Кордовы был очень мал, и он почти не имел поддержки со стороны других войск мятежников.
Республиканские силы под командованием генерала Х. Миахи состояли из 3000 человек, в основном регулярных войск, гражданской гвардии, ополченцев из Мадрида и местных добровольцев. Мятежники противопоставили им небольшой отряд националистов Кордовы под командованием полковника Каскахо и подошедшей с юга колонны полковника Варелы. У националистов также был один бомбардировщик DC-2 и несколько итальянских бомбардировщиков SM-81.

## Наступление
5-го августа пять колонн Миахи начали наступление, но их продвижение было очень медленным, и они смогли занять только небольшие города Адамус и Пособланко.
20 августа началась непосредственно атака республиканцев на Кордову. Республиканские войска подошли на расстояние в 6-8 км от Кордовы, но были атакованы с воздуха бомбардировщиками, понесли значительные потери, в результате чего были дезорганизованы и отступили. Многие ополченцы в беспорядке бежали. Миаха приказал приостановить атаку и вернуться на исходные позиции.

## Результаты
Во многом наступление провалилось из-за некомпетентности Миахи и республиканских офицеров, многие из которых были на самом деле сторонниками мятежников, и умелого использования националистами итальянских бомбардировщиков «Савойя-Маркетти».
В сентябре, после контрнаступления националистов на города долины реки Гвадалквивир, фронт у Кордовы стабилизировался.

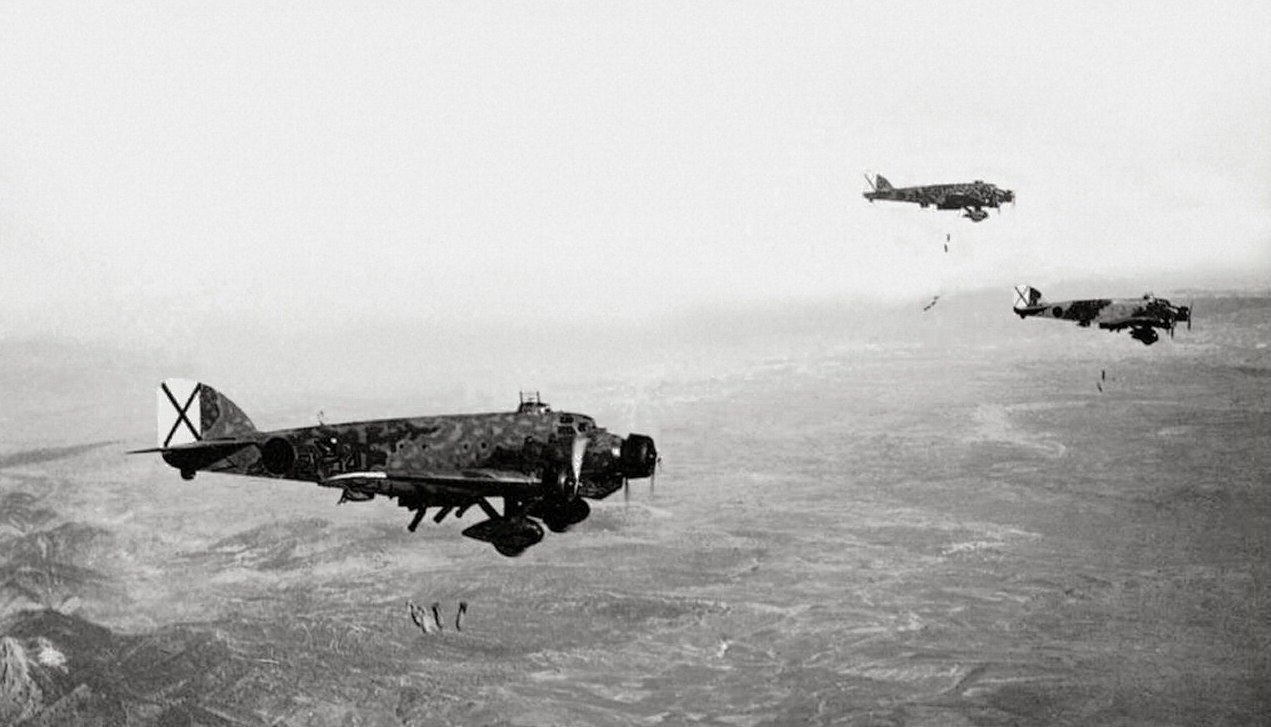
Бомбардировщик Савойя-Маркетти SM.81 «Пипистрелло» в действии